# Ascarophis capelanus
Ascarophis capelanus is een rondwormensoort uit de familie van de Cystidicolidae. De wetenschappelijke naam van de soort is voor het eerst geldig gepubliceerd in 1964 door Nikolaeva & Naidenova.